# Assyriens
Cet article concerne un groupe contemporain de chrétiens d'Orient. Pour les autres significations, voir Assyrien (homonymie).
- Syrie
- + 1,000,000
- + 100,000
- + 10,000
- + 1,000

Al-Jazira (639-940)

« Assyriens » est une dénomination ethnonationale pour l'ensemble des chrétiens d'Orient de Mésopotamie parlant à l'origine un dialecte syriaque (néo-araméen) (catholiques chaldéens, Assyriens protestants, Syriaques orthodoxes, Syriaques catholiques, Assyriens apostoliques, Ancienne église de l’est) ; ils sont originaires de peuples autochtones de l'ancienne Assyrie, et donc de Syrie, d'Irak, du Liban, d'Iran mais aussi de Turquie. Avant leur arabisation, la langue autrefois parlée était l'assyrien.
La dénomination est sujette à débat, les chercheurs et les journalistes utilisent tant « Assyriens » qu'« Assyro-Chaldéens », cette dernière étant uniquement utilisée pour les Assyriens de l'Église chaldéenne.
Ceux qui sont installés en Russie sont les seuls à bénéficier d'une reconnaissance en tant que « peuple » (narod), c'est-à-dire groupe ethnique en tant que tel, avec préservation de langue et de culture sans distinction d'appartenance confessionnelle, sous la dénomination « Aisor » (Assyriens).
Dans les autres pays de la région, toute affirmation d'une identité ethnonationale minoritaire est combattue par les différents gouvernements, voire réprimée dans le sang comme en Irak (voir infra), ce qui explique en partie le problème de la construction nationale et de l'autodénomination commune.
Dans les recensements en Australie, au Canada, aux États-Unis et en Nouvelle-Zélande, la catégorie utilisée est « Assyriens », comme en Arménie et en Géorgie. Il n'y a pas de recensements ethniques au Moyen-Orient (sauf en Israël, où la population assyrienne est minime).

## Histoire

### Assyriens à la fin de l'Empire ottoman
Au XIXe siècle et au début du XXe, les Assyriens de toutes dénominations chrétiennes sont répartis dans les provinces ottomanes qui constituent actuellement l'est de la Turquie, l'Irak et la Syrie, ainsi qu'en Iran et dans le Caucase russe (Arménie, Géorgie). Leur langue vernaculaire est le soureth, dérivée de l'araméen. La langue autrefois parlée était l'assyrien, langue sémitique, formant un rameau linguistique de l'akkadien.
Les populations chrétiennes assyro-chaldéennes sont réparties en deux groupes :
- les Achirets ou tribus autonomes sont au nombre de sept, principalement dans le massif montagneux du Hakkiari. Ces tribus sont placées sous l'autorité conjointe de leurs chefs, les Maliks, et du Mar Shimoun, patriarche de l'Église de l'Orient résidant à Qotchanès. Elles disposent d'une certaine autonomie de type féodal jusqu'en 1843–1846, quand l'Empire ottoman supprime les entités féodales de Bohtan et de Hakkiari à la suite de massacres d'Assyriens et de Kurdes rivaux par l'émir kurde de Bohtan ;
- les Rayats, populations soumises (Dhimmis) à l'autorité féodale d'un agha turc ou kurde, auquel elles remettent la moitié du produit de leur travail en échange de sa protection[19].

#### Expéditions de Bedirxan Beg (1843 et 1846)

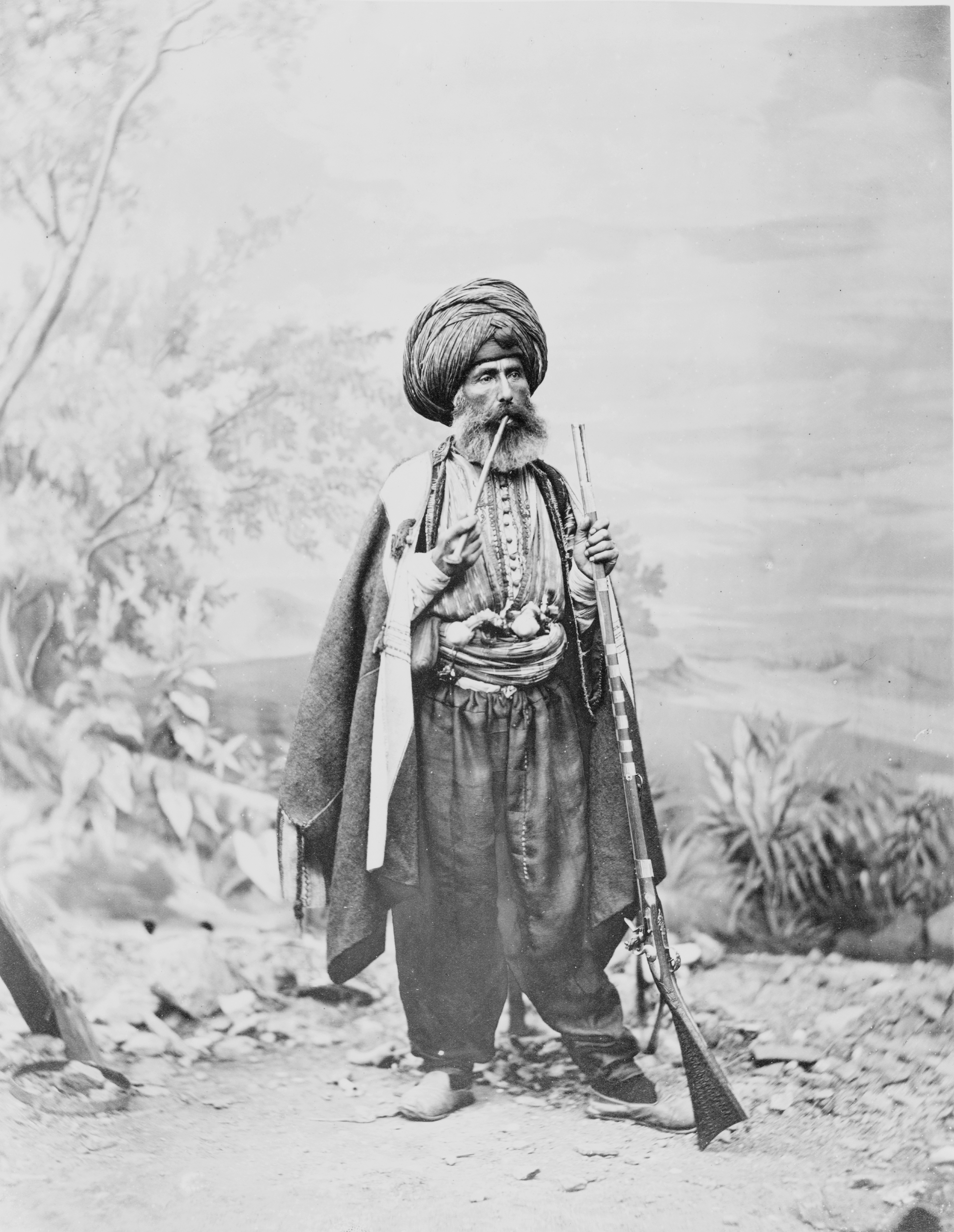
Homme chaldéen en costume traditionnel turc, posé devant un arrière-plan, tenant un fusil et fumant la pipe.

En 1843, Nurullah Beg, prince kurde de Hakkari, demande la contribution de Bedirxan Beg, le prince kurde du Bohtan, pour soumettre les Assyriens de la région, alors en révolte contre lui. Berdirxan Beg est à cette époque en train d'affirmer son indépendance face aux Ottomans, et il compte Nurullah Beg parmi ses alliés stratégiques.
En conséquence, en 1843 et en 1846, Bedirxan Beg lance deux expéditions contre les Assyriens du Hakkarî, qui tournent au massacre. Mar Shimoun, le patriarche de l’Église assyrienne et chef spirituel des Assyro-Chaldéens, se réfugie à Mossoul en 1843.
Selon certaines sources, c'est les missionnaires anglais et américains implantés au Kurdistan qui ont retourné les chrétiens chaldéens contre les princes kurdes, à la demande des autorités ottomanes,.
Quoi qu'il en soit, Bedirxan Beg, qui a jusque là bénéficié d'une image de protecteur des chrétiens, perd définitivement le soutien et les sympathies des puissances européennes, qui protestent auprès des représentants du sultan. Cette perte de soutien extérieur précipite sa chute en 1847.

#### Première Guerre mondiale
Pendant la Première Guerre mondiale, les Assyriens comme les Arméniens et les Pontiques, subissent un génocide, car ils habitent des territoires à majorité non turco-musulmane entre l'Anatolie et l'Azerbaïdjan – dans une perspective tant panturquisme (union politique entre les « Turcs » d'Anatolie, du Caucase et d'Asie centrale) que punitive des populations suspectées de pactiser avec les ennemis des Turcs musulmans : la Russie, la Grèce, la France, le Royaume-Uni, l'Italie.

#### Massacres d'Ourmia et de Salmas

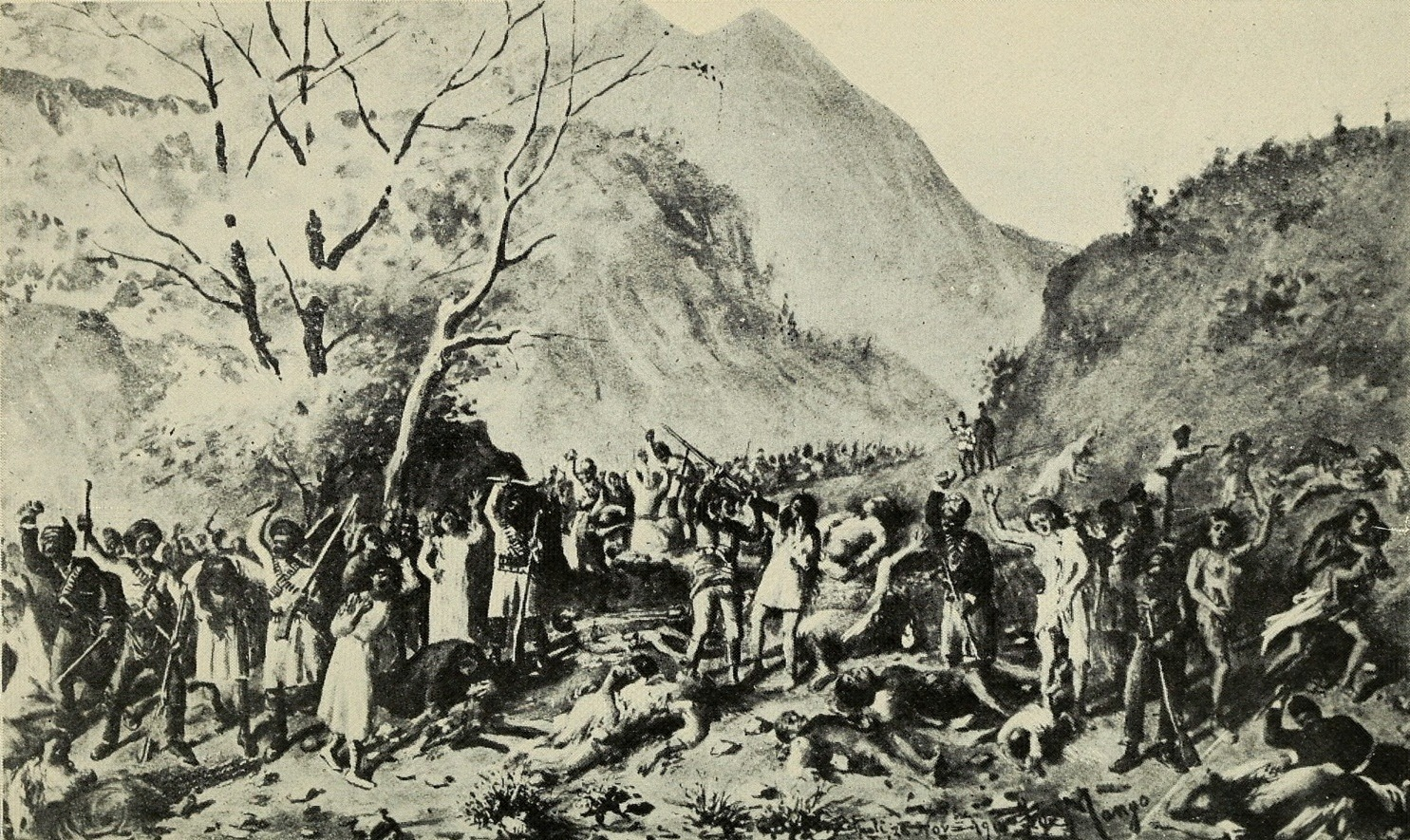
Peinture représentant des chrétiens chaldéens exécutés dans une gorge.

À l'automne 1915, les tribus assyriennes indépendantes du Hakkarî conduites par leur chef spirituel, le Mar Chimoun, trouvent refuge dans les plaines de Salmas et d'Ourmia. La présence soudaine de six mille chrétiens armés est perçue comme une menace par les Turcs et les chefs tribaux kurdes musulmans, qui les soupçonnent d'être à la solde des Russes. En mars 1918, Simko (1887-1930), chef de la puissante tribu kurde des Chikak, invite le Mar Chimoun à une conférence dans un village de la région de Salmas, sous prétexte d'élaborer une alliance kurdo-assyrienne. À la fin du dîner, le patriarche et son escorte sont massacrés. Il est probable que l'assassinat de Simko ait été à l'instigation des Turcs. Les Kurdes commandés par Simko, cette fois ouvertement appuyés par des troupes turques, attaquent et poursuivent les Assyriens dans toute la région. Cet épisode est considéré comme la fin de la nation assyrienne,.

### Traités de paix et mandats
Le Traité de Sèvres du 10 août 1920 prévoit la création d’un État kurde indépendant, placé sous le mandat de la Société des Nations. Il accorde aux Assyro-Chaldéens une protection, dans le cadre d’un Kurdistan autonome, sans parler de création d’État. La délégation assyro-chaldéenne assiste aux conférences de paix avec la revendication d'un État assyrien, apparemment promis par Londres en décembre 1917. Mais le Traité de Lausanne en 1923 constitue un recul tant pour eux que pour les Arméniens ou les Kurdes, tous sacrifiés au réalisme géopolitique et à la nouvelle division du Proche-Orient entre Turquie kémaliste, mandats français (en Syrie et au Liban) et mandats britanniques (Irak, Transjordanie, Palestine).

## Diaspora au Proche-Orient

### Irak

Une image datant du début du XXe siècle représente une célébration syriaque dans la ville de Mossoul, au nord de l'Irak.

Des familles assyriennes, en provenance notamment du village de Harbolé dans la région de Silopi au sud du Bothan, s'installent en Irak.
Un escadron assyrien (Assyrian Levies) aide la puissance mandataire britannique à réprimer des insurrections nationalistes arabes chiites et kurdes en Irak mais à la fin du mandat, en 1932, le Royaume-Uni abandonne ses alliés. Le 20 octobre 1931, un mémorandum de notables assyriens, demandant l'établissement d'une région autonome, où auraient notamment été regroupés les Assyriens réfugiés du Hakkiari, est adressé aux autorités ; il n'y a pas été donné suite ; l'été suivant les Assyrian Levies se révoltent et sont matés avec l'aide des troupes britanniques. En mai 1933, le gouvernement irakien place le patriarche Mar Simon XXIII Ishaye en résidence surveillée à Bagdad et les notables assyriens-nestoriens sont mis en demeure d'abandonner toute revendication d'établissement compact des réfugiés ; en juillet, une partie de ces réfugiés demande asile dans la Syrie sous mandat français. Devant le refus des autorités françaises, ils refranchissent la frontière « irakienne » en août 1933 ; trois mille d'entre eux sont massacrés le 13 août dans le district de Semmel par les troupes irakiennes, dirigées par le colonel kurde Bakir Sidqi.

Combattants assyriens dans le nord de l'Irak, au milieu des années 1980.

Depuis la chute de Saddam Hussein, l'Irak est le seul pays de la région où des partis « chaldo-assyriens » ou « syriaques » sont actifs et se présentent aux élections.
Depuis août 2004, dans la plupart des grandes villes d’Irak, notamment Bagdad, Mossoul et Kirkouk, une multitude de gangs et de milices prospèrent, profitant du chaos général et de l’impuissance du gouvernement central, pour s’en prendre à la minorité chrétienne. Les actes relevés sont de tous ordres : plastiquages, mitraillages, voitures piégées, assassinats ciblés contre des chrétiens, rapts et assassinats d’ecclésiastiques, destruction d’églises. La multiplication des exactions pousse les chrétiens à l’exode.
Alors que les Kurdes ont leur autonomie depuis la deuxième guerre du Golfe, les Assyriens et leurs partis politiques, en Irak et dans la diaspora, réclament une zone d'autonomie, attachée au pouvoir central de Bagdad, dans la plaine de Ninive pour des raisons sécuritaires, historiques et culturelles. Ils voient ce projet comme une manière d'exprimer pleinement leur histoire et leur culture.

### Turquie

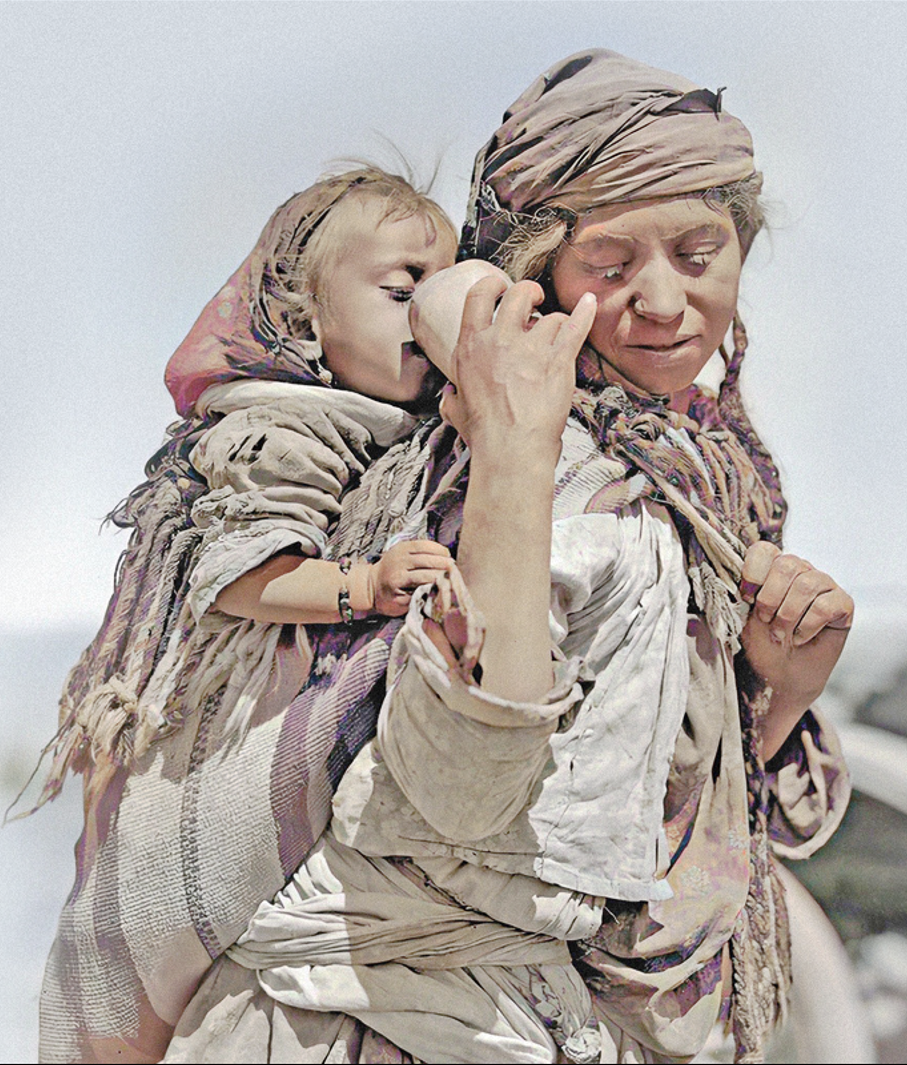
Mère et enfant assyriennes Jilu.

Les Assyriens ont presque disparu du sud-est turc, laissant à l'abandon de nombreux villages. Les Assyriens nestoriens sont spécifiquement massacrés et poussés à l'exil vers l'Iran, la Russie et l'Irak durant la Première Guerre mondiale. La grande majorité des Assyriens syriaques et chaldéens survivants partent vers l'Europe (Suède, Allemagne, France, Pays-Bas, Belgique…) à la fin du XXe siècle ; ils fuient la répression (l'armée turque étant engagée dans de sanglantes opérations contre la guérilla kurde) ; leur condition de vie est souvent misérable. Ce départ en masse touche plusieurs régions.
Depuis les années 2000, un phénomène de re-sédentarisation de ces populations réfugiées en Europe a lieu dans la région du Tur Abdin et du Hakkiari. Certains se réinstallent en famille dans leur terre d'origine, réinvestissant ainsi leurs économies dans les deux régions qui bénéficient d'un réel boom économique.

### Syrie
La plupart des Assyriens sont originaires de Syrie. Mais les mouvements migratoires et l'annexion du Nord de la Syrie par la Turquie éparpillent les Assyriens de Syrie soit en Turquie (Midyad, Mardin) soit en Irak. C'est pendant la première moitié du XXe siècle qu'ils fuient les persécutions en Turquie et en Irak. Ils sont surtout présents dans la Djézireh et à Alep. Ils migrent maintenant de la Syrie vers l'Occident. Depuis l'occupation américaine en Irak et la guerre civile dans ce pays, des dizaines de milliers d'Assyriens se réfugient en Syrie, d'où certains partent en Europe ou aux États-Unis.

### Caucase

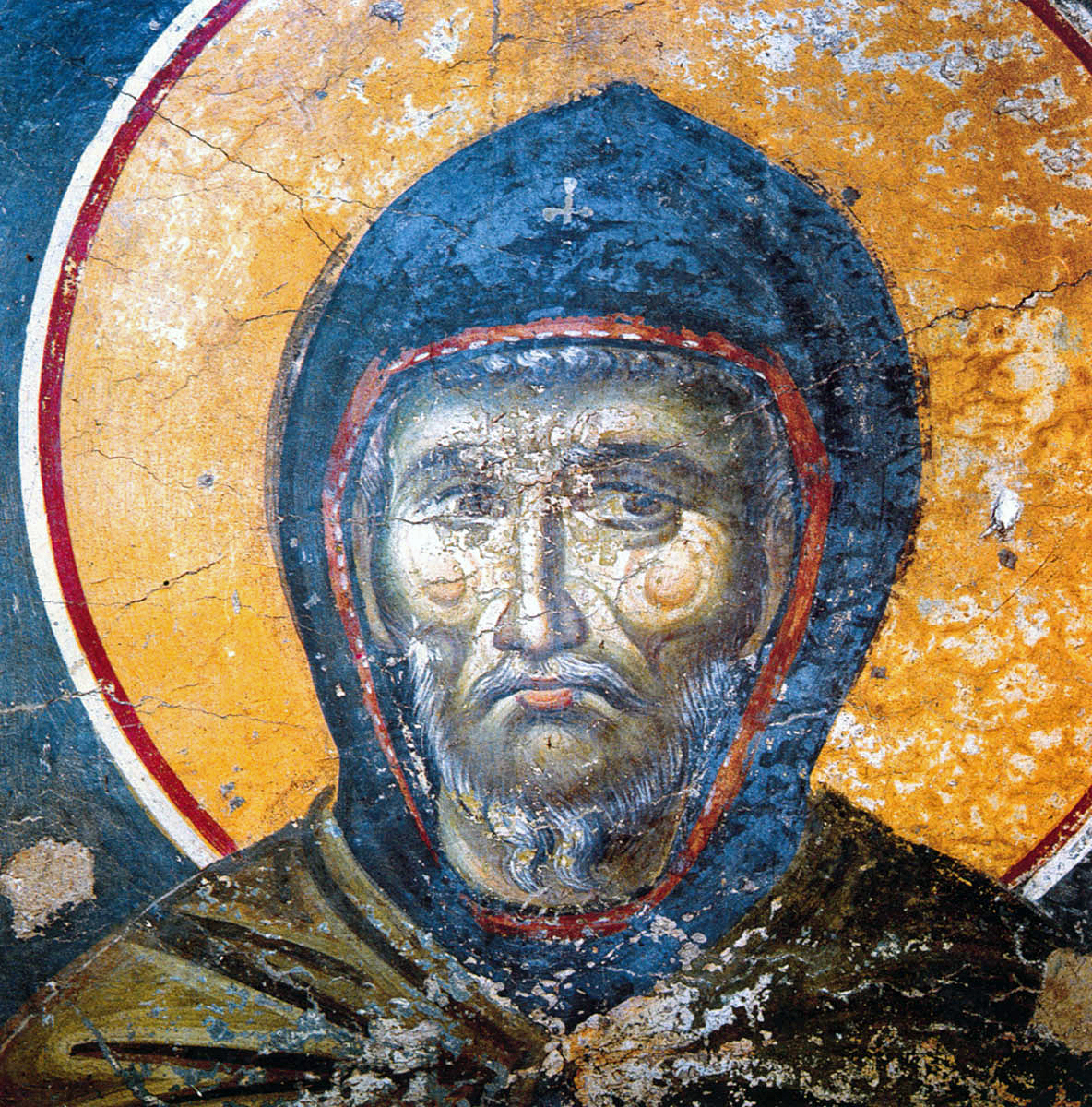
Fresque du XIV^{e} siècle d'Éphrem le Syriaque (détail), église de l'Assomption dans le monastère de la protection, Mont-Athos.

Les Assyriens de l'ex-Union soviétique qui ont fui en masse de Perse et de Turquie vers le nord au cours de la diaspora générale provoquée par la Première Guerre mondiale, ont largement bénéficié dans le passé de leur statut de nationalité soviétique. Dans plusieurs cas, ils se différencient du reste des Assyriens.
Leur isolement est dû à la substitution de l'alphabet latin par l'alphabet syriaque et à l'attitude antireligieuse officielle de l'ex-Union soviétique. Les Assyriens de l'ex-Union soviétique reflètent, à une échelle réduite, les changements que les nationalités ex-soviétiques plus importantes ont également subis[pas clair]. En dépit d'une tendance à se fondre dans la culture russe, la petite communauté assyrienne préserve sa culture nationale.

### Liban
Contrairement aux autres communautés confessionnelles, celles des Assyriens ne bénéficient que d'une représentation via un siège commun pour les quatre églises plus les Latins, les Coptes et les Juifs.

### Israël et Palestine
La grande majorité des Assyriens d’Israël et des territoires palestiniens sont originaires de Syrie. En Israël, ils sont reconnus comme une minorité chrétienne arabe. Un peu moins reconnus dans les territoires palestiniens, ils sont assimilés à la population palestinienne arabe.

## Diaspora hors Proche-Orient

### France
Les Assyriens d'Île-de-France (dont la plupart résident à Sarcelles, dans le Val-d'Oise et dans les villes limitrophes) sont d'anciens Rayats originaires de neuf villages des régions montagneuses au sud-est de la Turquie, à proximité des frontières irakienne, syrienne et iranienne :
- Hartevin[37] (nord du Bothan) ;
- Harbolé[38], Bespin[39] et Hassana[40] (sud du Bothan) ;
- Eschy[41] et Baznayé[42] (Goyan, piémont du Hakkiari) ;
- Horze[43], Meyre[44] et Gaznakh[45] (Elki, Hakkiari).

À ces familles s'ajoutent des familles venues d'Irak, descendantes des familles originaires de Harbolé et installées en Irak au début du XXe siècle.

## Mouvement nationaliste assyrien

Naoum Faik, connu comme le « père du nationalisme assyrien ».

Naum Faïk est le fondateur du nationalisme assyrien, qui produit plusieurs mouvements :
- Assyrian National Association, fondée en 1915 à Jersey City (États-Unis) ;
- Assyrian American Association of Chicago, fondée en 1917 ;
- Alliance assyrienne universelle, fondée le 10 avril 1968 à Pau (France) ;
- Assyrian Democratic Organisation, fondée le 15 juillet 1957 dans la Djézireh de Syrie (Syrie) ;
- Beth Nahrin Democratic Party, fondé le 1er novembre 1976 à Chicago (États-Unis) ;
- Association assyrophile de France, fondée le 14 octobre 1987 à Toulouse (France) ;
- Union des Assyro-Chaldéens de France, fondée en 1996 à Sarcelles (France) ;
- Association des Assyro-Chaldéens de France, à Villiers-le-Bel (France) ;
- Fédération assyrienne de France, fondée le 8 juin 2019, à Toulouse (France).

### Cinéma
- Robert Alaux, Les Derniers Assyriens, Paris, 2003, film documentaire de 53 minutes.
- Nahro Beth-Kinne et Robert Alaux, Seyfo l'élimination, Bruxelles, 2006, film documentaire de 52 minutes.
- Nahro Beth-Kinne et Vincent Halleux, Diaspora et Renaissance Assyriennes, Bruxelles, 2010, film documentaire de 54 minutes.
- 2015: Aziz Said: Seyfo 1915 The Assyrian Genocide (YouTube Video)
- 2017 : Matthieu Delmas et Chris Huby "Le cauchemar des chrétiens de la vallée du Khabour"
- 2020 : Matthieu Delmas et Chris Huby "Les Chrétiens en péril"